# Facír
Facír bylo označení pro potulné a vandrující lesníky a myslivce. Vzniklo zřejmě z  německého „vazierende Forster“. Facíři byli vandrující lesníci a myslivci znalí řemesla, bez trvalého místa či hledající dočasnou sezónní práci podobně jako mlynářští „krajánkové“. Facíři často vypomáhali při honech a bývali vítáni i proto, že fungovali jako poslové přinášející nové zprávy ze světa. Některé panstvo je však nemělo příliš v oblibě, protože z toulavých myslivců se mohli snadno stát pytláci.
Mezi facíry bývali skuteční vzdělaní lesníci, kteří z různých důvodů opustili svá trvalá místa, např. kvůli nešťastné lásce či poklesku ve službě. Většinou byli sečtělí, měli dobré vystupování a jednání. Nosili darované lesnické uniformy. Vážení facíři byli na hájovnách vždy štědře vítáni a dostávali výslužku na další cestu. Facíři sebou nosili notesy se vzkazy a pozdravy od kolegů či příbuzných odjinud, které předávali a odnášeli další zase dál. Řada z nich obcházela po celých Čechách, Moravě, ale i Rakousku a Německu. Někteří se zdrželi jen den, jiní byli pozváni na několik dní, za což pak facíři pomáhali v lesích či v hospodářství, ale někdy i s hlídáním dětí, či jinou prací.
Jedním z posledních facírů v Čechách byl Ambrož Zdražila, který zemřel ve věku 75 let v roce 1964.